# Listă de personalități din Ploiești
Aceasta este o listă alfabetică a personalităților născute în municipiul Ploiești.

## A
- Costin Adam (n. 1981), cântăreț, compozitor;
- Roberta Anastase (n. 1976), politician;
- Aurel Angelescu (1886 - 1938), matematician;
- Livia Ante (n. 1955), pictoriță, scenografă;
- Dinu Antonescu (n. 1935), medic chirurg.

## B
- Vasile Baltac (n. 1940), inginer, profesor universitar, pionier al informaticii;
- Ioan Banciu (1892 - 1969), deputat în Marea Adunare Națională de la Alba Iulia;
- Eugen Baștină (n. 1973), fotbalist;
- Iulian Bădescu (n. 1974), om politic;
- Andreea Bălan (n. 1984), cântăreață;
- Petre Bejan (1896 - 1978), inginer, om politic;
- Casimir Belcot (1885 - 1917), actor;
- Ștefan Bezdechi (1886 - 1958), filolog, traducător;
- Mihai Ioan Botez (1927 - 1998), medic;
- Geta Brătescu (1926 - 2018), scriitoare.

## D
- Dragoș Dima (n. 19920, tenismen;
- Mihai Bogdan Dobrescu (n. 1976), pugilist;
- Vlad Dogaru (n. 1985), baschetbalist;
- Mihai Dumitrașcu (n. 1970), sportiv la bob.

## E
- Irina Eliade (1920 - 1998), scriitoare;
- Fory Etterle (1908 - 1983), actor.

## F
- Viorel Filimon (n. 1952), antrenor de tenis de masă.

## G
- Roxana Geambașu, specialistă în computere, emigrată în SUA;
- Ștefan Gheorghiu (1879 - 1914), militant socialist;
- Cristian Ghica (n. 1969), politician;
- Sebastian Ghiță (n. 1978), politician;
- Ioan Grigorescu (1930 - 2011), scriitor;
- Andrei Gruzsniczki (n. 1962), regizor, scenarist.

## P
- Gheorghe Pompilian (1835 - 1907), profesor, pictor;